# Fauna freatica
Per fauna freatica si intende un complesso di organismi acquatici delle zone freatiche che si sono adattati a questo ambiente. A seconda dell'ambiente in cui vivono esistono differenti organismi, ad esempio vengono chiamati freatobi quelli che si sono adattati al medesimo ambiente, mentre i freatofili sono quelli che preferiscono tale ambiente ma possono anche vivere in altri ambienti, come il bentonico, quello marino e quello lacustre. Esistono poi anche i freatoxeni, pur meno comuni.